# Prieuré de Coldingham
Le prieuré de Coldingham est un ancien prieuré bénédictin situé à Coldingham, un village du Berwickshire, dans le sud-est de l'Écosse.

## Histoire

### L'abbaye anglo-saxonne
Dès le VIIe siècle, un monastère double, abritant à la fois des moines et des bonnes sœurs, est fondé à Coldingham (urbs Coludi) par la princesse anglo-saxonne Æbbe, fille du roi Æthelfrith de Bernicie. Sa fondation ne lui survit guère : l'abbaye est détruite par un incendie vers 683. Bède le Vénérable, qui voit dans la destruction de l'abbaye un châtiment divin pour le comportement dissolu de ses occupants, rapporte que le site est toujours désert à son époque, au début du VIIIe siècle. Il existe une légende associée à une autre Æbbe, également abbesse de Coldingham, qui aurait été confrontée à une attaque de Vikings en 870, mais son historicité n'est pas établie.

### Le prieuré écossais

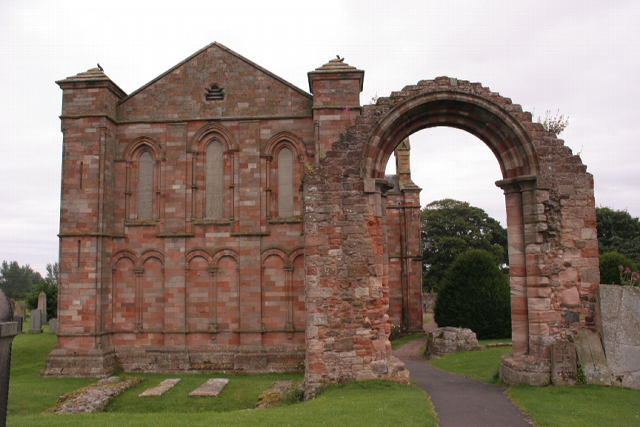
L'église paroissiale de Coldingham jouxte les ruines du prieuré.

En 1098, le roi écossais Edgar confirme la possession de Coldingham aux moines du chapitre de la cathédrale de Durham. Un prieuré y voit le jour sous le règne de David Ier. Le premier prieur connu est un certain Édouard, mentionné en 1147. Coldingham reste une dépendance de Durham jusqu'au XIVe siècle : en 1378, Robert II en expulse les moines de Durham, et le monastère passe sous la coupe de l'abbaye de Dunfermline.
Le prieuré de Coldingham décline à partir de la Réforme, mais une partie de ses activités religieuses se poursuivent jusqu'au passage des armées d'Oliver Cromwell, en 1648. Les bâtiments sont alors gravement endommagés. Au XIXe siècle, les pierres de l'ancien prieuré sont réutilisées pour restaurer son église, qui devient l'église paroissiale du village de Coldingham.